# 碳循環飲食
碳循環飲食（英語：Carb cycling diet），主要訴求為在一段飲食方針中，交替攝入較高碳水化合物比例以及較低碳水化合物比例的餐點，常見於健身活動、增肌減脂，或者用於調整運動員體能表現。該種飲食模式曾被特定書目提及，論述歷史上不同飲食方式對大眾造成的極端影響（例如：阿特金斯飲食法），期望以更全面、入微的方式進行飲食規劃；此外，也強調飲食計畫搭配運動強度調整的重要性。對於減肥的群眾，亦有學者指出，利用身體內分泌（例如：胰島素、瘦素）系統在不同階段（「高碳期」對比「低碳期」）對身體產生的影響，達到改變身體組成的目的。然而飲食計畫對於群眾並無絕對的標準，除了了解主要營養素對身體造成的個別影響，也須考量體重、活動量等因素進行飲食調控，並配合專業的營養指南，找到適合自己的飲食模式。

## 歷史

### 起源
目前推測最早提及"carb cycling diet"一詞的書籍為由Roman Malkov所撰寫的The Carb Cycling Diet: Optimize Your Health, Lose Weight, Feel Great--Without Giving Up the Foods You Love一書，此書首次出版於2006年1月15日。

### 後續發展
在Roman Malkov發表了關於碳循環飲食的書之後，其他在探討碳循環飲食的相關書籍也陸續出現。近年來也有許多與碳循環飲食相關的討論出現在健康網站與YouTube等網站上，也出現了相關的新聞報導。

## 實際作法
一般常見的做法是，在長遠下來碳水化合物的總攝取量不變的情況下，將每日飲食分成高碳日以及低碳日。在高碳日攝取較多碳水化合物，在低碳日則減少碳水化合物的攝取。而高碳日與低碳日的安排，對於沒有在進行重量訓練的人取決於該日的運動量，高度運動日作為高碳日，低度運動日或休息日則作為低碳日；對於有在進行重量訓練的人，會以大肌群訓練日為高碳日，小肌群訓練日、有氧日或休息日為低碳日。整體下來則可以在高碳日能得到足夠糖類，在低碳日也能藉由低碳水化合物攝取量，降低身體的胰島素敏感度，因此現在已經是許多健美選手備賽期喜歡使用的飲食模式。

## 相關科學研究
目前並沒有特別針對碳循環飲食的正式科學研究被發表。